# ترزا وریسکوا
ترزا وریسکوا (چکی: Tereza Voříšková؛ زادهٔ ۲۹ سپتامبر ۱۹۸۹) بازیگر و هنرمند رقص اهل جمهوری چک است.
از فیلم‌ها یا مجموعه‌های تلویزیونی که وی در آن‌ها نقش داشته است، می‌توان به بورجا و گمشده اشاره نمود.